# 郭從矩
郭從矩，字戒逾，号心吾，山西長治縣人，清朝政治人物。進士出身。
咸豐十年（1860年），登進士，選庶吉士，后授翰林院編修，補福建道監察御史，升任吏科给事中，除湖南盐法长宝道，死於任內。